# At the Zoo
〈At the Zoo〉는 1967년 사이먼 & 가펑클의 싱글 발매작 중 하나이다. 이 곡은 폴 사이먼이 고향인 뉴욕시에 보낸 많은 공로 중 하나로, 특히 샌프란시스코 동물원에서 벌어지는 장면에 대해 《졸업》의 사운드트랙을 위해 작곡되었다. 하지만 이 노래는 이 영화에서 사용되지 않았다. 이 곡은 사이먼이 A장조 키에서 짧은 서정적인 서곡으로 시작하지만, 곧 G장조의 키로 옮겨져 처음부터 완전히 한 걸음 물러난다. 이 이야기는 센트럴 파크 동물원으로의 여행에 대한 이야기를 담고 있고, 가수가 동물원에 도착했을 때, 그는 동물들을 다양한 재미있는 방법으로 의인화시킨다. 이 곡은 1970년대 후반 브롱크스 동물원, 샌프란시스코 동물원, 오리건 동물원 광고에서 라이선스를 받았다.

## 반응
《빌보드》는 이 노래를 "똑똑한 가사와 리듬 편곡"으로 "우승자"라고 묘사했다. 《캐시박스》는 이 싱글을 "대박일 수밖에 없는 밝고 활기찬 활동가"라고 불렀다.

## 차트 성적
| 차트 (1967년)        | 순위 |
| -------------------- | ---- |
| 미국 빌보드 핫 100   | 16위 |
| 미국 캐시박스 톱 100 | 15위 |